# 廣瀬律子
廣瀬 律子（ひろせ りつこ、1967年11月22日 - ）は、日本の防衛官僚、国際関係論博士。防衛省大臣官房政策立案総括審議官を経て、防衛省人事教育局長。

## 人物
佐賀県佐賀市出身。佐賀県立佐賀西高等学校を経て、1990年九州大学法学部卒業、旧防衛庁入庁。政策研究大学院大学安全保障・国際問題プログラム修了。
防衛省では2人目の女性キャリアであったが、1人目が早期に退職したため、その後は女性キャリアの先駆者。防衛省の女性プロパー職員として初めて、課長級である服務管理官に就任。2019年には、九州防衛局長に就任した。防衛省において女性が本省の局長や審議官などと同等の「指定職」に任命されるのは初めてである。2024年防衛省大臣官房政策立案総括審議官。2025年防衛省初の女性局長として人事教育局長。
夫は、元防衛官僚の廣瀨行成。

## 経歴
- 1990年 - 九州大学法学部卒業[2]、防衛庁入庁 長官官房総務課法制調査官付
- 2007年 大臣官房秘書課付（政策研究大学院大学）
- 2010年 防衛大学校教授
- 2012年 大臣官房文書課環境対策室長
- 2013年 人事教育局人事計画・補任課男女共同参画推進企画室長
- 2013年 - 政策研究大学院大学政策研究科修了、博士（国際関係論）[12]
- 2014年 - 人事教育局服務管理官
- 2015年 - 大臣官房広報課長
- 2017年 - 人事教育局人事計画・補任課長
- 2019年04月01日 - 九州防衛局長[13][14]
- 2021年06月25日 - 大臣官房付
- 2021年07月01日 - 国家公務員共済組合連合会理事
- 2024年07月19日 - 防衛省大臣官房政策立案総括審議官[10]
- 2025年  8月1日 - 防衛省人事教育局長[15]